# Hemithea beethoveni
Hemithea beethoveni är en fjärilsart som beskrevs av Inoue 1942. Hemithea beethoveni ingår i släktet Hemithea och familjen mätare. Inga underarter finns listade i Catalogue of Life.